# 马库斯·艾森比希勒
马库斯·艾森比希勒（德語：Markus Eisenbichler，1991年4月3日—），德国男子跳台滑雪运动员。他曾代表德国参加2018年和2022年冬季奥林匹克运动会跳台滑雪比赛，获得一枚铜牌。